# Acacia gonoclada
Acacia gonoclada é uma espécie de leguminosa do gênero Acacia, pertencente à família Fabaceae.